# Kraftprøve
En kraftprøve er en forlystelse på tivolier og markedspladser. Den fungerer ved at en person ved hjælp af en stor hammer eller kølle slår på en affjedret blok. Slagkraften sætter en metalgenstand i fart, og den stiger til vejrs enten via en skinne eller et gennemsigtigt rør. Jo mere kraft der lægges i slaget, desto højere stiger genstanden til vejrs. Opnår genstanden hastighed nok til at nå den øverste del af skinnen eller røret, så rammes en klokke eller klokkelignende genstand, og der udløses enten en mekanisk eller elektrisk ringetone.
Kraftprøver findes i forskellige størrelser og udgaver. Højden kan variere fra omkring en meter til omkring seks meter. De fleste modeller benytter en affjedring der kan justeres til at fordre mere eller mindre styrke for at løfte metalgenstanden helt op til klokken.